# Cima di Piancabella
Cima di Piancabella är en bergstopp i Schweiz.   Den ligger i distriktet Blenio och kantonen Ticino, i den sydöstra delen av landet, 130 km öster om huvudstaden Bern. Toppen på Cima di Piancabella är 2 671 meter över havet, eller 67 meter över den omgivande terrängen. Bredden vid basen är 0,33 km.
Terrängen runt Cima di Piancabella är huvudsakligen mycket bergig. Närmaste större samhälle är Biasca, 10,1 km söder om Cima di Piancabella. 
I omgivningarna runt Cima di Piancabella växer i huvudsak blandskog. Runt Cima di Piancabella är det ganska tätbefolkat, med 75 invånare per kvadratkilometer.